# Zuriñe del Cerro
Zuriñe del Cerro (Bilbao, 10 de enero de 1956 - 28 de junio de 2020) era un activista feminista española.

## Biografía
Nació en plena Ribera de Deusto, en el Caserón de Acha, llamado así porque en sus bajos se instalaba el conocido almacén de maderas. Su madre trabajaba en la cercana fábrica de Toldos Bilbao Goyoaga y bregó duro para que la hija tuviera una buena educación, equiparable a las de las familias de su entorno, a pesar de que, por ser madre soltera, en aquellos años resultara mucho más complicado. Quizás aquellas circunstancias familiares despertaran en Zuriñe su posterior compromiso con las causas feministas, a las que se vinculó inicialmente en 1976 cuando, poco después de la muerte de Franco, se organizan las primeras reuniones de la Asamblea de Mujeres de Bizkaia.

### Propietaria de Pinocchio
Junto con su compañero Del Cerro montó un negocio alejado de las típicas tiendas de juguetes y enfocado a un tipo de juegos más para compartir y guardar que para usar y tirar. Juegos, muchos de ellos tan clásicos como artesanos, para el uso y disfrute con la madera como eje fundamental de buena parte de sus productos, de ahí también el nombre de la tienda.Tras unas inundaciones que asolaron muy especialmente el Casco Viejo bilbaíno donde tenían la tienda que afectaron al negocio y declararse el edificio en ruinas tuvieron que trasladarse. Junto con comerciantes y locales clásicos montaron un sinfín de iniciativas a pie de calle.

### Activismo
Empezó su activismo uniéndose a la Asamblea de Mujeres de Bizkaia, después fundó el colectivo feminista Lanbroa un espacio de formación ideológica y de acción feminista y el Partido Feminista de Euskal herria que quiso ser un espacio de práctica política. Tras ello se incorpora definitivamente en el colectivo feminista Lanbroa, cuya traducción al castellano es algo así como ese sirimiri que penetra lentamente en la tierra. Y es que, en parte, así veía ella la filosofía feminista, como un mensaje dirigido a la conciencia de esta sociedad, aún excesivamente machista, para poco a poco convencer que no imponer– sobre la necesidad de una auténtica equiparación de oportunidades entre hombres y mujeres. La elaboración teórica realizada por las primeras mujeres de Lanbroa, expresada en numerosos documentos escritos, fue considerada una de las pioneras del feminismo autónomo del Estado español. Desde 1987, Lanbroa se va consolidando y creciendo, con nuevas feministas, con una sede propia, una organización independiente de partidos políticos e instituciones y una coordinación estable con diver-sos grupos de mujeres del pluralismo actual del Movimiento Feminista.
Del Cerro trabajando por la igualdad colaboró en el Consejo de la Mujer y con el Área de Obras y Servicios del Ayuntamiento de Bilbao en el denomidado “Mapa de la Ciudad Prohibida”, un interesante estudio sobre los distintos lugares de la Villa que suponen un riesgo potencial de posibles agresiones por falta de seguridad. 
Además Del Cerro fue candidata política en1990 para el Parlamento Europeo por la Confederación de Organizaciones Feministas (Partido Feminista de España, Partit Feminista de Catalunya y Alternativa Política de Euskal Herria). Más tarde, apoyó el movimiento Euskal Herriko Mugimendu Abolizionista (EHMA), el Movimiento Abolicionista de Euskal Herria (EHMA) compuesto por distintas organizaciones feministas del País Vasco y activistas a título particular, junto con la Plataforma Navarra de Mujeres por la Abolición de la Prostitución (PNAP). Su objetivo es abolir la prostitución, que considerar producto de un modelo de sexualidad violento y misógino. Para conseguirlo vemos imprescindible penalizar a los puteros y ofrecer alternativas dignas a las mujeres en prostitución.También luchan contra la pornografía y los vientres de alquiler por ser formas de explotación del cuerpo de las mujeres que van en contra de los derechos humanos. El porno es, además, el marketing de la prostitución y una escuela de educación sexual que promueve un modelo de masculinidad violento y misógino. Algunas asociaciones feministas vascas que pertenecen a la plataforma son: Lanbroa, Gafas Moradas, Terapia y Género, y Andereak.
En el año 2000 la fundadora del Partido Feminista de Euskadi (Alderdi Feminista) Mari Jose Urruzola Zabalza presentó a Del Cerro como candidata a la alcaldía de Bilbao.
Del Cerro murió de cáncer el 28 de junio de 2020, a los 64 años.

## Reconocimientos
Recordatorio de los pensionistas de Bilbao a Zuriñe del Cerro Martínez como luchadora incansable, feminista y socialmente comprometida.